# Лазар Бранкович (деспот)
Вижте пояснителната страница за други личности с името Лазар Бранкович.
Лазар Бранкович  (на сръбски: Лазар Бранковић) е сръбски деспот, най-малкият син на Георги Бранкович и Ирина Кантакузина.
След като по нареждане на султан Мурад II двамата му по-големи братя Гъргур Бранкович и Стефан Бранкович са ослепени през 1441 г., Лазар остава единственият здрав претендент за властта. Той носи титлата „деспот“ още от женитбата си с Елена Палеологина, дъщерята на Тома Палеолог, владетел на Морейското деспотство.
След като баща му Георги Бранкович умира през 1456 г., Лазар поема властта и преценявайки, че Сърбия е твърде слаба, за да противостои на Османската империя, сключва договор със султана през януари 1457 г. Според този договор османците му връщат повечето бащини земи с обещание да не нападат Сърбия, а Лазар се задължава да им изплаща данък. Въпреки това султанът не възнамерява да се откаже от завладяването на сръбските земи и през декември 1457 г. Лазар получава сведения, че на границата се струпват големи османски войски. Той се обръща за помощ към унгарския крал Владислав Посмъртни, но в хода на преговорите умира.
След неговата смърт, тъй като Лазар не оставя мъжки наследник, начело на деспотството застава по-големият му брат Стефан Бранкович, известен като Стефан Слепи.

## Семейство
През декември 1446 г. Лазар се жени за Елена Палеологина. Те имат три оцелели дъщери:
- Елена Бранкович (след брака си приела името Мара или Мария) (1447–1498), омъжена за краля на Босна Стефан Томашевич Котроманич; по-късно тя влиза в харема на турски паша;
- Милица Бранкович (починала 1464 г.), омъжена за Леонардо III Токо, владетел на Епир, от когото има един син; тя умира при раждане;
- Ирина Бранкович, съпруга на Гьон II Кастриоти.